# Liste der Biografien/Cuk
Liste der Biografien |
Portal Biografien |
Personensuche
# |
A |
B |
C |
D |
E |
F |
G |
H |
I |
J |
K |
L |
M |
N |
O |
P |
Q |
R |
S |
T |
U |
V |
W |
X |
Y |
Z |
?
 
Ca |
Cb |
Cc |
Ce |
Ch |
Ci |
Cj |
Ck |
Cl |
Cm |
Cn |
Co |
Cr |
Cs |
Ct |
Cu |
Cv |
Cw |
Cy |
Cz
 
Cua |
Cub |
Cuc |
Cud |
Cue |
Cuf |
Cug |
Cuh |
Cui |
Cuj |
Cuk |
Cul |
Cum |
Cun |
Cuo |
Cup |
Cuq |
Cur |
Cus |
Cut |
Cuv |
Cuw |
Cux |
Cuy |
Cuz
Die Liste der Biografien führt alle Personen auf, die in der deutschsprachigen Wikipedia einen Artikel haben. Dieses ist eine Teilliste mit 28 Einträgen von Personen, deren Namen mit den Buchstaben „Cuk“ beginnt.

## Cuk
- Ćuk, Miloš (* 1990), serbischer Wasserballer
- Čuk, Pia (* 1996), slowenische Tennisspielerin
- Ćuk, Stela (* 2007), serbische Leichtathletin

### Cuka
- Cuka, Frances (1936–2020), britische Film- und Fernsehschauspielerin
- Çukadar, Ahmet (* 1998), türkischer Fußballspieler

### Cuke
- Cukela, Louis (1888–1956), US-amerikanischer Soldat, zweifacher Träger der Medal of Honor

### Cuki
- Čukić, Dejan (* 1966), serbisch-dänischer Schauspieler
- Cukier, Franciszek (1905–1954), polnischer Skispringer
- Cukierman, Daniel (* 1995), israelischer Tennisspieler
- Cukierman, Édouard (* 1965), französisch-israelischer Geschäftsmann
- Cukierman, Henri (* 1944), französischer Geschäftsmann
- Cukierman, Roger (* 1936), französisch-israelischer Jurist, Bankier, Geschäftsmann und Philanthrop
- Čukinas, Povilas (* 1983), litauischer Basketballspieler

### Cukm
- Čukman, Hrvoje (* 1998), kroatischer Leichtathlet

### Cuko
- Çuko, Lenka (* 1938), albanische kommunistische Politikerin
- Cukon, Mladen (* 1946), jugoslawischer Fußballspieler
- Cukor, George (1899–1983), US-amerikanischer Filmregisseur und Filmproduzent
- Čuković, Slavko († 1964), jugoslawischer Ökonom
- Ćuković, Stefan (* 1997), bosnischer Leichtathlet

### Cukr
- Cukrov, Igor (* 1984), kroatischer Sänger und Musiker
- Cukrowski, Gesine (* 1968), deutsche SchauspielerinGesine Cukrowski (* 1968)

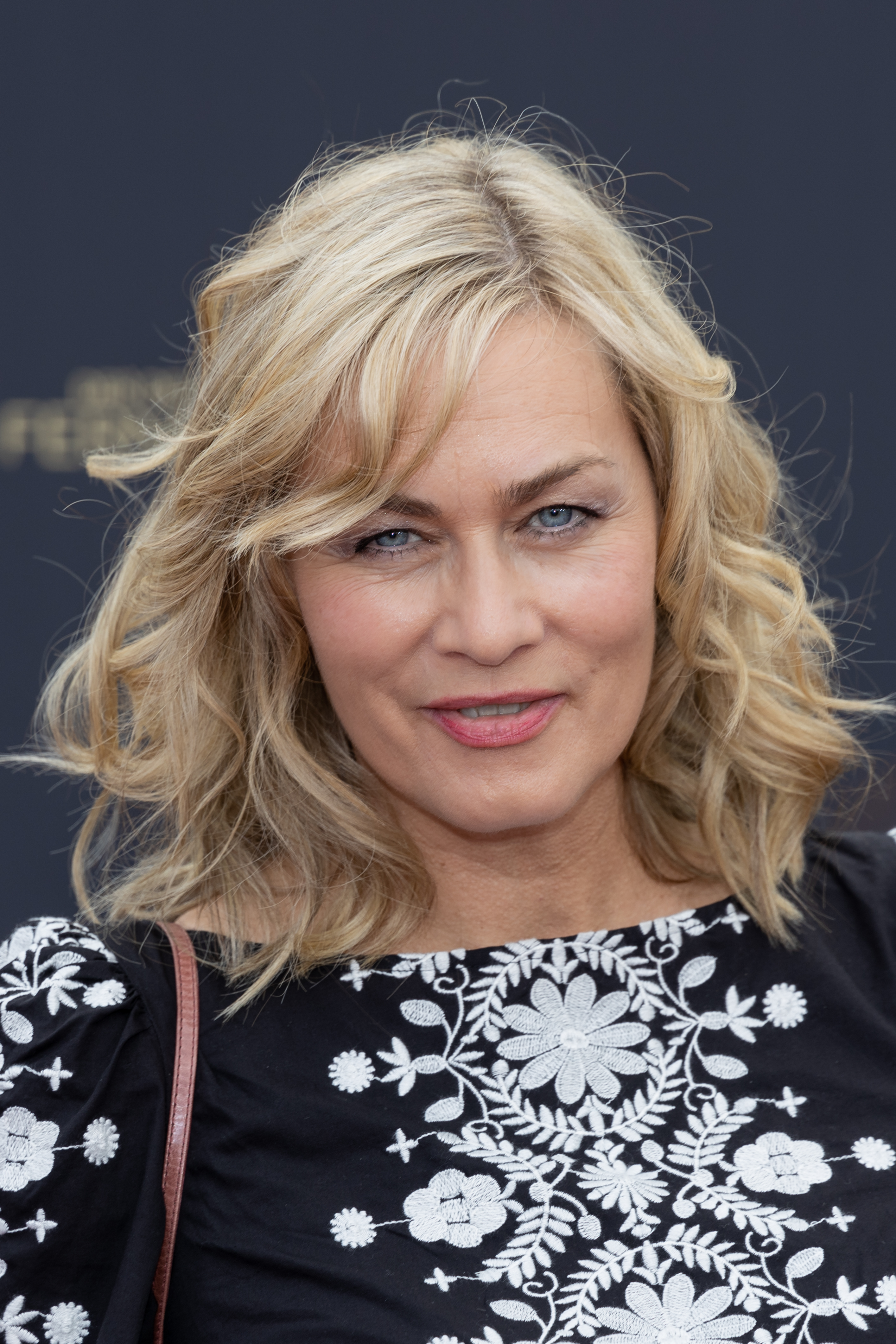
Gesine Cukrowski (* 1968)

### Cuks
- Cukseeva, Marina (* 1963), deutsch-kasachische Volleyballspielerin und -trainerin
- Cukseeva, Natalia (* 1990), deutsche Volleyballspielerin
- Čukste, Kārlis (* 1997), lettischer Eishockeyspieler

### Cukt
- Ćukteraš, Slavica (* 1985), serbische Turbo-Folk- und Pop-Sängerin

### Cuku
- Çukur, Ali (* 1960), türkischer Boxtrainer
- Çukur, Tiago (* 2002), türkisch-niederländischer Fußballspieler
- Cukurs, Herberts (1900–1965), lettischer Pilot und Nazikollaborateur